# Liriomyza freyella
Liriomyza freyella este o specie de muște din genul Liriomyza, familia Agromyzidae, descrisă de Spencer în anul 1976.
Este endemică în Finlanda. Conform Catalogue of Life specia Liriomyza freyella nu are subspecii cunoscute.